# Santamartamiervogel
De santamartamiervogel (Drymophila hellmayri) is een zangvogel uit de familie Thamnophilidae (miervogels). Deze vogel is genoemd naar de Oostenrijkse ornitholoog Carl Edward Hellmayr.

## Verspreiding en leefgebied
Deze soort is endemisch in Colombia in de Sierra Nevada de Santa Marta.

## Status
De grootte van de populatie is in 2021 geschat op 9000 volwassen vogels. Op de Rode lijst van de IUCN heeft deze soort de status gevoelig.